# 뇌절개술
《뇌절개술》(Geo-Lobotomy)은 한국에서 제작된 김곡 감독의 2005년 공포, SF 영화이다. 민경진 등이 주연으로 출연하였고 이원정 등이 제작에 참여하였다.

## 출연

### 주연
- 민경진
- 이란희
- 나현민

## 기타
- 제작부: 백형길, 정재훈, 심상일
- 촬영부: 김정원, 이정훈, 정종헌, 지윤정
- 연출부: 조수영, 백형길, 김동명
- 음향: 홍철기, 최준용